# Rottenmann
Rottenmann è un comune austriaco di 5 250 abitanti nel distretto di Liezen, in Stiria; ha lo status di città (Stadt) e il 1º gennaio 2015 ha inglobato il comune soppresso di Oppenberg.